# Karasburg

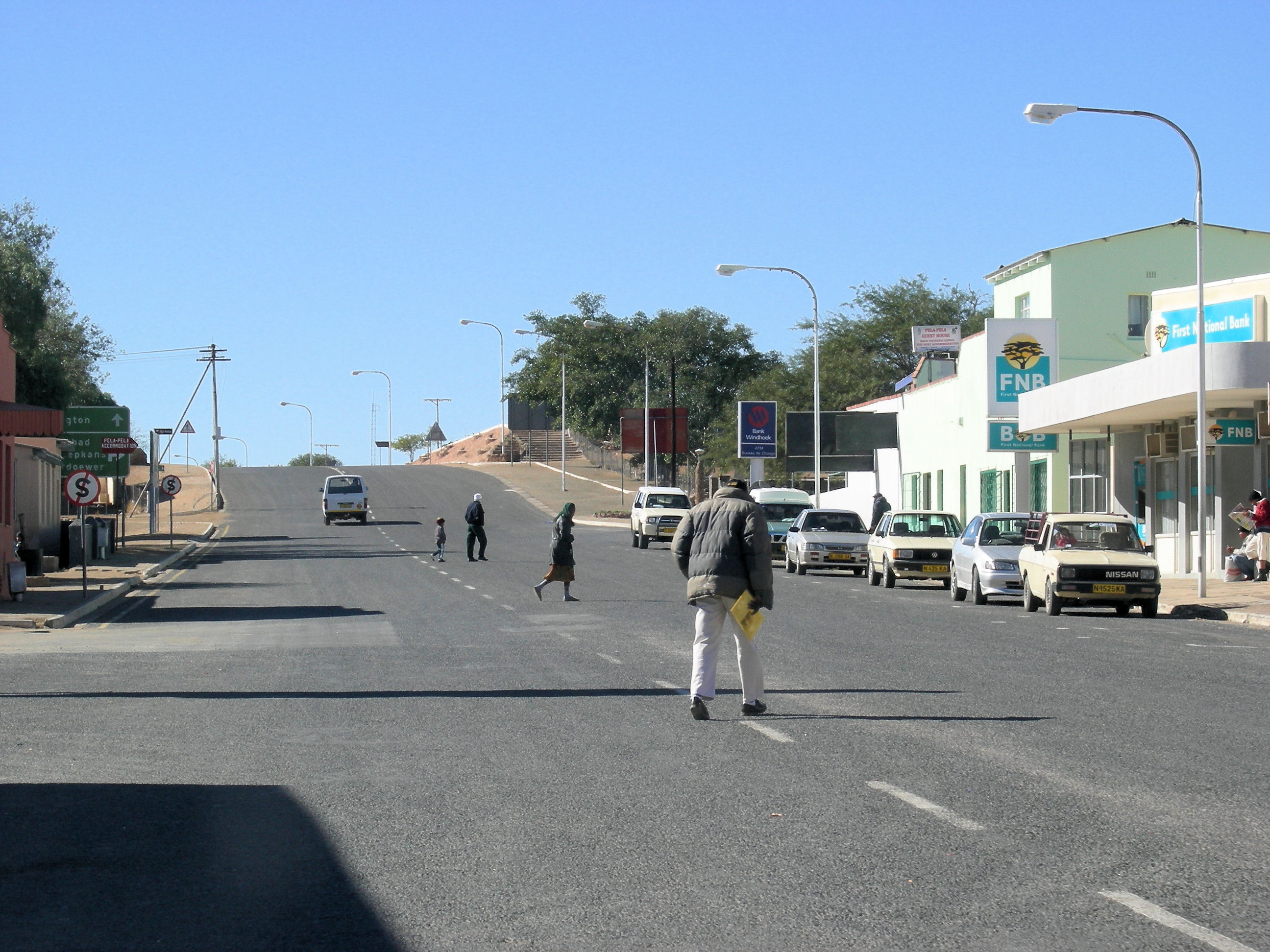
Straat in Karasburg

Karasburg (tot 1939 Kalkfontein) is een stad (Engels: town) in de Namibische regio !Karas. Tot 2010 droeg het de titel van municipality.
Karasburg telde in 2011 4300 inwoners.
Karasburg is een regionaal centrum met scholen en medische voorzieningen. De plaats heeft ook een vliegveld (IATA:KAS).

## Ligging
Karasburg ligt aan een knooppunt van drie hoofdwegen. Via de C10 is er verbinding met Grünau in het westen en met Onseepkans in het zuiden; de nationale B3 leidt naar de Zuid-Afrikaanse grens in het oosten. Het stadje ligt ruim 700 km ten zuiden van de Namibische hoofdstad Windhoek, 860 km ten noorden van Kaapstad en 110 km ten westen van de grenspost Ariamsvlei. In Namibië is het ten zuiden van Keetmanshoop de enige relatief grote plaats.

## Economie
De belangrijkste activiteit is schapenteelt, in de omgeving bevinden zich een aantal grote schapenfarms. Ook is het een belangrijke rustplaats voor vrachtwagens die vanaf de Zuid-Afrikaanse grens Namibië binnenrijden. Er is een eenvoudig vliegveld voor kleine vliegtuigen. Het spoorwegstation was ooit het drukste van Zuid-Namibië en is de laatste belangrijke halte vóór Upington. De Bondels Dam, gebouwd in 1959, ligt 7 km ten westen van de stad. Omdat er geen industrie is, is de werkloosheid hoog; het gebrek aan regen belemmert andere vormen van landbouw. Tussen 2001 en 2011 nam de bevolking af van 6400 tot 4300 personen.

## Klimaat
Karasburg heeft een woestijnklimaat, code BWh volgens de klimaatclassificatie van Köppen. Van december tot februari komen de overdagtemperaturen vaak boven de 40°C uit. De gemiddelde jaarlijse neerslag ligt rond de 130 mm. De regen valt vrijwel uitsluitend in de maanden januari t/m maart.

## Politiek
Karasburg heeft een gemeenteraad met zeven zetels. Bij de plaatselijke verkiezingen van 2010 werden 808 stemmen uitgebracht. De SWAPO en de Rally for Democracy and Progress kregen ieder drie zetels, de Democratic Party of Namibia één zetel en de Democratic Turnhalle Alliance (DTA) nul.
Bij de verkiezingen van 2015 werden 790 stemmen geteld. De SWAPO won en kreeg vijf zetels, de DTA (inmiddels Popular Democratic Movement genaamd) ging van nul naar twee. De beide andere partijen verdwenen uit de raad.

## Wildlife
In de regio komt een variëteit aan wild voor, zoals de koedoe, springbok, duiker, klipspringer, jakhals en caracal. Omdat de caracal op lammeren jaagt, worden ze weer bejaagd door boeren. Nog andere diersoorten zijn de gemsbok, steppezebra en hartebeest.